# Vjara mushti
Vjara mushti es un sistema hindú de lucha en el que se mezclan elementos de combate referentes a cuatro animales, el tigre, la serpiente, el pájaro y el escorpión. Este arte data del año 300.

## Modalidades
- Asura: sistema de boxeo hindú donde sólo se utilizan los brazos.
- Nara: utilización de las técnicas de pateo.
- Dharinaphata: métodos de agarre, torceduras, derribes, luxaciones, proyecciones, estrangulamientos y conocimiento de puntos vulnerables.
- Yuddha: aplicación de los movimientos al combate de los 4 animales mencionados.

- Datos: Q6164467